# I. e. 282
Évszázadok: i. e. 4. század – i. e. 3. század – i. e. 2. század
Évtizedek: i. e. 330-as évek – i. e. 320-as évek – i. e. 310-es évek – i. e. 300-as évek – i. e. 290-es évek – i. e. 280-as évek – i. e. 270-es évek – i. e. 260-as évek – i. e. 250-es évek – i. e. 240-es évek – i. e. 230-as évek
Évek: i. e. 287 – i. e. 286 – i. e. 285 – i. e. 284 –  i. e. 283 – i. e. 282 – i. e. 281 – i. e. 280 – i. e. 279 – i. e. 278 – i. e. 277

## Események

### Hellenisztikus birodalmak
- Philetairosz, Pergamon ura átáll Lüszimakhosztól Szeleukoszhoz, aki így birtokába kerül egy fontos erődítménynek és Lüszimakhosz kincstárának.
- Meghal I. Ptolemaiosz Szótér, Egyiptom uralkodója, a Ptolemaida-dinasztia alapítója. Utóda fia és korábbi társuralkodója, II. Ptolemaiosz Philadelphosz, aki apja emlékére megalapítja a Ptolemaia pánhellén játékokat.

### Róma
- Caius Fabricius Luscinust és Quintus Aemilius Papust választják consulnak.
- A populoniai csatában a rómaiak vereséget mérnek az etruszkokra.
- A dél-itáliai Thurioi városa segítséget kér Rómától a lucanusok ellen. Bár a szenátus habozik, a népgyűlés eldönti, hogy segítséget küldenek. C. Fabricius legyőzi a lucanusokat és foglyul ejti vezérüket, Statius Statiliust. Locri, Krotón, Thurioi és Rhegion városába római helyőrség kerül.
- Tarentumot aggasztja a római terjeszkedés és amikor tíz római hajó szerződésszegő módon behatol a kikötőjébe, megtámadják őket és néhányat elsüllyesztenek. A magyarázatot követelő római követekkel megalázó módon bánnak. Róma hadat üzen, Tarentum Pürrhosz épeiroszi királytól kér segítséget.

## Halálozások
- I. Ptolemaiosz, egyiptomi fáraó

## Fordítás
- Ez a szócikk részben vagy egészben  a(z)   282 v. Chr. című német Wikipédia-szócikk ezen változatának fordításán alapul.  Az eredeti cikk szerkesztőit annak laptörténete sorolja fel. Ez a jelzés csupán a megfogalmazás eredetét és a szerzői jogokat jelzi, nem szolgál a cikkben szereplő információk forrásmegjelöléseként.